# 乾花 (電影)
《干花》（或译《枯萎的花》）（Pale Flower）是日本導演莜田正浩所執導的電影，於1964年上映。改编自石原慎太郎的原著。这部电影属于莜田正浩“日本新浪潮”时期的力作。

## 剧情简介
刚刚从监狱刑满释放的Muraki回到了他的帮派中来，在赌局上，他邂逅了美丽却神秘的Saeko小姐。Saeko一掷千金，寻找着生活中的刺激、新鲜和未知的事物。她的到来为Muraki所熟知的地下世界带来了别样的色彩。Muraki被她的气质深深吸引，在黑暗的地下世界、未来的婚姻和Saeko之间徘徊。渐渐，Muraki发现总有一个神秘的人围绕在Saeko周围，最后，他明白，就是这个人将Saeko带向了自我灭亡的道路。

## 评价
这部散发着颓废、黑暗却又迷人的作品是导演莜田正浩新浪潮时期的代表作，同时也是日本新浪潮的众多作品中必不可少的一部风格鲜明、带着作者强烈主观色彩的电影。在“黑色电影”的渊源中，这部电影往往容易被人忽视。然而无论是从摄影技巧还是电影本身文本折射处的社会、哲学思辨性问题都体现了导演独到的品位。我们可以说，是这部电影中的人物充斥着导演对于当时日本社会、导演本人所看见的世界的看法。在这一个个看似颓废但有着鲜明特点的人物身上，是当时日本战后普遍的失落、压抑的心理状态。